# Сонам Тобгай Дорджі
Сер Раджа Сонам Тобгай Дорджі (1896–1953) — представник роду Дорджі, політичний діяч Бутану, головний міністр країни з 1917 до 1952 року в королівському уряді спочатку Першого, а потім Другого короля Бутану. У цей період він також обіймав посади Деб Зімпона (головний секретар) й торгового агента уряду Бутану. Доклав значних зусиль до оновлення політичної системи Бутану та модернізації країни.

## Родина
Тобгай був сином Казі Уг'єна Дорджі, радника Уг'єна Вангчука до та після сходження останнього на престол.
Тобгай був одружений (5 квітня 1918) з Рані Чуні Вангмо, молодшою дочкою магараджі Сіккіму. Together they had three sons and two daughters.
Старший син Тобгая Джігме народився 1919 року, був прем'єр-міністром Бутану з 1952 до 1964 року. Був убитий під час протистояння прибічників родини Дорджі та роялістів. Другий син Тобгая, Уг'єн, народився 1933 року. В ранньому віці був проголошений ламою. Молодший син, Льєндуп «Ленні» Дорджі народився 6 жовтня 1935 року, 1964 року виконував обов'язки прем'єр-міністра.
Старша дочка Тобгая, Аші Таші Дорджі, займала пост губернатора Східного Бутану. 5 жовтня 1951 року його молодша дочка, Кесанг Чоден Дорджі одружилась із Третім королем Джігме Дорджі Вангчуком, в результаті чого об'єднались дві найвпливовіші родини Бутану.